# Blaker
Pour les articles homonymes, voir Blaker (homonymie).
Blaker est une localité du comté d'Akershus, en Norvège.